# ISO/IEC 25000
Die internationale Norm ISO/IEC 25000 Systems and software engineering -- Systems and software Quality Requirements and Evaluation (SQuaRE) -- Guide to SQuaRE ersetzt seit 2005 die Norm ISO/IEC 9126 und wurde von dem Normungsgremium ISO/IEC JTC 1/SC 07 Software and systems engineering erstellt.
Die deutsche Version DIN ISO/IEC 25000 Software-Engineering –  Qualitätskriterien und Bewertung von Softwareprodukten (SQuaRE) –  Leitfaden für SQuaRE wird seit 2010 durch NA 043 Normenausschuss Informationstechnik und Anwendungen (NIA) des Deutschen Instituts für Normung vorbereitet.
Als Leitfaden für Qualitätskriterien und die Bewertung von Softwareprodukten führt ISO/IEC 25000 in die Normenreihe 250xx ein und definiert das SQuaRE-Model.

## Teile der Normenreihe 250xx
Die Bereiche innerhalb des SQuaRE-Modells sind:
- ISO/IEC 2500n – Bereich Qualitätsmanagement
- ISO/IEC 2501n – Bereich Qualitätsmodelle
- ISO/IEC 2502n – Bereich Qualitätsmessung
- ISO/IEC 2503n – Bereich Qualitätsanforderungen
- ISO/IEC 2504n – Bereich Qualitätsbewertung

ISO/IEC 25050 bis ISO/IEC 25099 sind der Verwendung für die SQuaRE-Erweiterung internationaler Normen und/oder technischer Berichte vorbehalten.
| Dokumentnummer | Ausgabedatum | Titel |
| -------------- | ------------ | --- |
| ISO/IEC 25000  | 2014-03      | System- und Software-Engineering – Qualitätskriterien und Bewertung von System- und Softwareprodukten (SQuaRE) – Leitfaden für SQuaRE |
| ISO/IEC 25001  | 2014-03      | System- und Software-Engineering – Anforderungen und Bewertung der Produktqualität bei Systemen und Software (SQuaRE) – Planung und Management                                                                                                 |
| ISO/IEC 25002  | 2024-03      | System- und Software-Engineering - Qualitätskriterien und Bewertung von System- und Softwareprodukten (SQuaRE) – Übersicht und Nutzung der Qualitätsmodelle                                                                                    |
| ISO/IEC 25010  | 2023-11      | System- und Software-Engineering – Qualitätskriterien und Bewertung von System und Softwareprodukten (SQuaRE) – Produktqualitätsmodell |
| ISO/IEC 25012  | 2008-12      | Software-Engineering – Qualitätskriterien und Bewertung von Softwareprodukten (SQuaRE) – Modell der Datenqualität |
| ISO/IEC 25019  | 2023-11      | System- und Software-Engineering – Qualitätskriterien und Bewertung von System- und Softwareprodukten (SQuaRE) – Modell der Nutzungsqualität                                                                                                   |
| ISO/IEC 25020  | 2019-07      | Software und System-Engineering – Software- und Systemqualitätsanforderungen und -bewertung (SQuaRE) – Qualitätsmessungsrahmen |
| ISO/IEC 25021  | 2012-11      | Software und System-Engineering – Qualitätsanforderungen und Bewertung von Software-Produkten (SQuaRE) – Elemente der Qualitätsmessung |
| ISO/IEC 25022  | 2016-06      | System- und Software-Engineering – Qualitätskriterien und Bewertung von System- und Softwareprodukten (SQuaRE) – Messung der Einsatzqualität                                                                                                   |
| ISO/IEC 25023  | 2016-06      | System- und Software-Engineering – Qualitätskriterien und Bewertung von System- und Softwareprodukten (SQuaRE) – Messung von System- und Softwareproduktqualität                                                                               |
| ISO/IEC 25024  | 2015-10      | System- und Software-Engineering – Qualitätskriterien und Bewertung von System- und Softwareprodukten (SQuaRE) – Messung der Datenqualität |
| ISO/IEC 25030  | 2019-08      | System- und Software-Engineering – Qualitätskriterien und Bewertung von Softwareprodukten (SQuaRE) – Qualitätskriterien Framework |
| ISO/IEC 25040  | 2011-03      | System- und Software-Engineering – Qualitätskriterien und Bewertung von System- und Softwareprodukten (SQuaRE) – Bewertungsprozess |
| ISO/IEC 25041  | 2012-10      | System- und Software-Engineering – Qualitätskriterien und Bewertung von System- und Softwareprodukten (SQuaRE) – Evaluierungshandbuch für Entwickler, Ankäufer und unabhängige Gutachter                                                       |
| ISO/IEC 25045  | 2010-09      | System- und Software-Engineering – Qualitätskriterien und Bewertung von System- und Softwareprodukten (SQuaRE) - Auswertungsmodul für die Werthaltigkeit                                                                                       |
| ISO/IEC 25051  | 2014-02      | Software-Engineering – Softwareproduktbewertung – Qualitätsanforderungen an Ready to Use Software-Produkte (RUSP) und Prüfanweisungen |
| ISO/IEC 25059  | 2023-06      | System- und Software-Engineering – Qualitätskriterien und Bewertung von Systemen und Softwareprodukten (SQuaRE) – Qualitätsmodell für KI-Systeme                                                                                               |
| ISO/TR 25060   | 2023-04      | System- und Software-Engineering – Qualitätskriterien und Bewertung von Systemen und Softwareprodukten – Allgemeines Industrieformat (CIF) zur Gebrauchstauglichkeit: Rahmen für die Dokumentation von Informationen zur Gebrauchstauglichkeit |
| ISO/IEC 25062  | 2006-04      | Software-Engineering – Qualitätskriterien und Bewertung von Softwareprodukten (SQuaRE) – Gemeinsames Industrieformat (CIF) für Berichte über Gebrauchstauglichkeitsprüfungen                                                                   |
| ISO/IEC 25063  | 2014-03      | System- und Software-Engineering – Anforderungen und Bewertung der Produktqualität bei Systemen und Software (SQuaRE) – Allgemeines Industrieformat (CIF) für Bedienbarkeit: Beschreibung des Verwendungskontext                               |
| ISO/IEC 25064  | 2013-09      | System- und Software-Engineering – Qualitätskriterien und Bewertung von Softwareprodukten (SQuaRE) – Common Industry Format (CIF) für Bedienbarkeit: Bericht der Anwenderanforderungen                                                         |
| ISO/IEC 25065  | 2019-05      | System- und Software-Engineering – Qualitätskriterien und Bewertung von Systemen und Softwareprodukten (SQuaRE) – Allgemeines Industrieformat (CIF) zur Gebrauchstauglichkeit: Spezifikation der Nutzungsanforderungen                         |
| ISO/IEC 25066  | 2016-06      | System- und Software-Engineering – Qualitätskriterien und Bewertung von Systemen und Softwareprodukten (SQuaRE) – Allgemeines Industrieformat (CIF) zur Gebrauchstauglichkeit: Evaluierungsbericht                                             |